# Ødsted (parochie)
Ødsted is een parochie van de Deense Volkskerk in Ødsted in de Deense gemeente Vejle. De parochie maakt deel uit van het bisdom Haderslev en telt 1695 kerkleden op een bevolking van 1809 (2004). 
Tot 1970 was de parochie deel van Jerlev Herred. In dat jaar werd de parochie opgenomen in de nieuwe gemeente Egtved. In 2007 ging deze op in de vergrote gemeente Vejle.